# Den store razzia
Den store razzia (originaltitel Bullets or Ballots er en amerikansk gangsterfilm fra 1936 instrueret af William Keighley med bl.a. Humphrey Bogart på rollelisten. 

## Medvirkende (udvalg)
- Edward G. Robinson som Detective Johnny Blake
- Joan Blondell som Lee Morgan
- Barton MacLane som Al Kruger
- Humphrey Bogart som Nick 'Bugs' Fenner
- Frank McHugh som Herman McCloskey
- Joe King som Captain Dan 'Mac' McLaren